# Tour d'Alexandre (Mayence)
La Tour d'Alexandre est une ancienne porte de Mayence. Elle est construite à l'époque médiévale (XVe siècle), sur les fondations d'une tour romaine de la première enceinte de Mogontiacum, remontant au IVe siècle.
La tour se localisait à l'est du Bastion Alexandre et à l'ouest de la caserne Alexandre, aujourd'hui Maison et musée Kupferberg.